# Fierrabras
Fierrabras oder Fierabras (D 796; Klavierfassung der Ouverture op. 76) ist eine heroisch-romantische Oper von Franz Schubert in drei Akten mit gesprochenen Dialogen auf ein Libretto von Joseph Kupelwieser. Schubert komponierte die Oper in der Zeit vom 25. Mai bis zum 2. Oktober 1823; sie wurde zu seinen Lebzeiten nicht aufgeführt.

## Handlung
Emma, Tochter Karls des Großen, liebt heimlich den von ihrem Vater abgelehnten Ritter Eginhard. Auch Fierrabras, der Sohn und Heerführer des Maurenfürsten Boland, gegen den Karl gerade erfolgreich in die Schlacht gezogen war, liebt Emma und bekennt sich auch zum Christentum. Als Gefangener des heldischen Franken Roland kommt Fierrabras an den Hof Karls, wird begnadigt, akzeptiert die Liebesbeziehung von Emma und Eginhard, setzt sich sogar selbstlos für sie ein und schließt Freundschaft mit Roland. Dieser liebt Fierrabras’ Schwester Florinda, die sich von allen maurischen Bindungen lossagt, um sich mit Roland vereinen zu können, besteigt mit diesem schließlich sogar den Scheiterhaufen. Eginhard und die fränkischen Ritter sollen auf Geheiß Karls mit den Mauren Frieden schließen, werden aber gefangen genommen und von Boland zum Tode verurteilt. Florinda bekennt sich zu den Franken, Eginhard kann entfliehen und Karls Heer gegen die Mauren anführen, unterstützt von Fierrabras. Die Mauren werden besiegt, trotzdem finden die Paare zueinander, nur Fierrabras verzichtet.

## Aufführungen
Nach dem Misserfolg der Uraufführung von Carl Maria von Webers Euryanthe am 25. Oktober 1823 wurde der für Anfang 1824 bereits angekündigte Fierrabras abgesagt. Franz Schubert erhielt auch kein Honorar für seine umfangreiche Partitur, die er im Auftrag von Domenico Barbaja, Pächter der Wiener Hofoper, geschrieben hatte. Ab 1829 kam es lediglich zur konzertanten Darbietung einzelner Nummern. Erst am 9. Februar 1897 erfolgte unter Felix Mottl die stark in die Werksubstanz eingreifende szenische Uraufführung im Hoftheater Karlsruhe. Viele Jahrzehnte später wurden dann musikalisch annähernd ungekürzte Theaterinszenierungen gewagt, die weithin Beachtung fanden:
- 1982: Theater Augsburg (Regie und Ausstattung: Filippo Sanjust)
- 1988: Theater an der Wien (Dirigent: Claudio Abbado, Regie: Ruth Berghaus, später in die Wiener Staatsoper übernommen)
- 1994: Opernhaus Wuppertal (Dirigent: Peter Gülke, Regie: Friedrich Meyer-Oertel)
- 2002: Oper Frankfurt (Dirigent: Paolo Carignani, Regie: Tilman Knabe)
- 2002: Opernhaus Zürich (Dirigent: Franz Welser-Möst, Regie: Claus Guth)
- 2014: Salzburger Festspiele (Dirigent: Ingo Metzmacher, Regie: Peter Stein)
- 2018: Teatro alla Scala (Dirigent: Daniel Harding, Regie: Peter Stein)
- 2019: Konzert Theater Bern (Dirigent: Mario Venzago, Regie: Elmar Goerden)

Die Wiener Aufführung von 1988, wieder aufgenommen 1990 an der Wiener Staatsoper, kam aufgrund des Engagements von Claudio Abbado, damals Generalmusikdirektor der Stadt Wien, zustande. Die Produktionen von Zürich und Salzburg beruhen auf Initiativen von Alexander Pereira, der damals diese Institutionen leitete. Die Produktion von Konzert Theater Bern von 2019 ist der Initiative von Mario Venzago zu verdanken. Er hat die gesprochenen Texte teilweise gekürzt und rezitativisch musikalisch unterlegt (mit Original-Musiken von Franz Schubert).

## Vorlagen
Als Vorlage für das Libretto diente Joseph Kupelwieser der Prosaroman Fierrabras (Johann II. von Simmern) von 1533, eine Übersetzung des französischen Prosaromans Fierabras le géant des Lausanner Domherren Jean Bagnyon.
Weitere Quellen waren die Sage um Eginhard und Emma (fassbar in Dramen von Friedrich de la Motte Fouqué (1811) und Helmina von Chézy (1817)). Weitere in der Schubert-Literatur diskutierte angebliche Vorlagen wie das Chanson de Roland, ein weiteres Emma-und-Eginhard-Drama sowie das Drama Die Brücke von Mantible von Calderón (1636) konnten von der neueren Forschung durch Textvergleich ausgeschlossen werden.
Kupelwieser und Schubert übernahmen in ihren handschriftlichen Quellen stets die Namensvariante „Fierrabras“ der deutschen Vorlage. Die Editionsleitung der Neuen Schubert-Ausgabe hingegen verwendet die philologisch korrekte (fier-à-bras) – und daher gleichermaßen sinnvolle – Namensform „Fierabras“.